# المحلاوي (الدقهلية)
قرية المحلاوى هي إحدى القرى التابعة لمركز الجمالية في محافظة الدقهلية في جمهورية مصر العربية. حسب إحصاءات سنة 2006، بلغ إجمالي السكان في المحلاوى 621 نسمة، منهم 319 رجل و302 امرأة.